# Hypsiboas jimenezi
Hypsiboas jimenezi es una especie de anfibios de la familia Hylidae. Es endémica de Venezuela.
Sus hábitats naturales incluyen ríos y corrientes intermitentes de agua.